# 오수호
오수호(1990년 4월 20일 ~ )는 롯데 자이언츠, SK 와이번스의 전 야구 선수다. 개명 전 이름은 오병일이다.

## 출신 학교
- 중앙초등학교
- 대천중학교
- 부산고등학교
- 영남사이버대학교

## 등번호
- 40 (2009~2010)
- 38 (2014)
- 30 (2015~2017)

## 같이 보기
- 2009년 롯데 자이언츠 시즌